# Инозитолфосфат

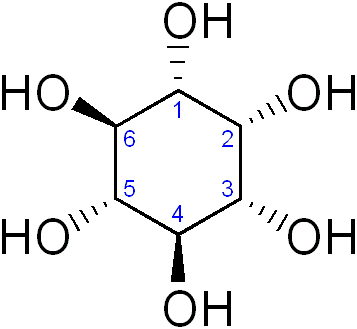
Инозитол

Фосфатная группа

Инозитолфосфаты представляют собой группу от моно- до гексафосфорилированных инозитолов. Каждая форма инозитолфосфата отличается положением фосфатных групп и их количеством в инозитольном кольце.
Среди инозитолфосфатов выделяют:
- инозитолмонофосфат (IP)
- инозитолбисфосфат (IP2)
- инозитолтрифосфат (IP3)
- инозитолтетрафосфат (IP4)
- инозитолпентакисфосфат (IP5)
- инозитолгексафосфат (IP6), также известный как фитиновая кислота или фитат (в виде соли).

Серия реакций фосфорилирования и дефосфорилирования осуществляется по меньшей мере 19 фосфоинозитидкиназами и 28 ферментами фосфоинозитидфосфатазами, что позволяет осуществлять взаимное преобразование между инозитолфосфатными соединениями в зависимости от потребностей клеток.
Инозитолфосфаты могут быть растворимыми или нерастворимыми в зависимости от их химической структуры. Нерастворимые инозитолфосфаты часто называют фосфоинозитидами или PtdInsP, и их можно обнаружить связанными с субклеточными мембранами или в ядерных субдоменах. PIP2 (также известный как фосфатидилинозитол 4,5-бисфосфат или PtdIns(4,5)P2) обладает гидрофобной природой и, таким образом, остаётся прикреплённым к плазматической мембране клетки. Растворимые инозитолфосфаты, такие как IP3 (Ins(1,4,5)P3), способны растворяться в цитоплазме клеток, что способствует его ключевую роли в качестве вторичного посредника в путях передачи сигнала.
Инозитолфосфаты играют ключевую роль в различных путях передачи сигнала, ответственных за рост и дифференцировку клеток, апоптоз, репарацию ДНК, экспорт РНК и регенерацию АТФ.

## Функции

### Инозитолтрифосфат

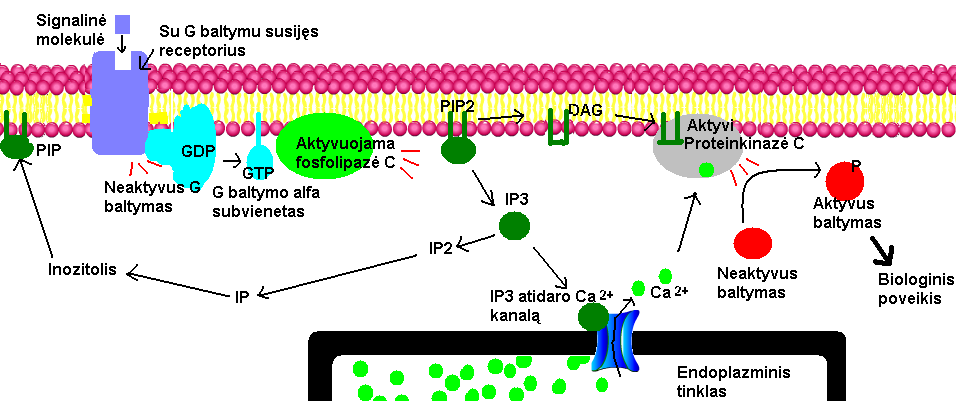
Сигнальный путь инозитол-фосфолипид

Инозитол-фосфолипидный сигнальный путь отвечает за генерацию IP3 посредством расщепления фосфатидилинозитол-4,5-бисфосфата (PIP2), обнаруженного в липидном бислое плазматической мембраны, посредством G-белков (Gq) и фосфолипазы C-β. Растворимый IP3 способен быстро диффундировать в цитозоль и связываться с рецептором инозитолтрифосфата (InsP3Rs), расположенным в эндоплазматическом ретикулуме. В результате связывания с рецептором, из эндоплазматического ретикулума будут высвобождаться высокие концентрации кальция, служащие быстрым и мощным сигналом для различных клеточных процессов. Здесь IP3 функционирует как вторичный мессенджер, ответственный за активацию InsP3R, которые служат точкой соединения для нескольких путей передачи сигнала.
Дополнительная литература: Функция кальция в организме человека.

### Другие функции
Инозитол-тетра-, пента- и гексафосфаты участвуют в экспрессии генов.

### Инозитолгексафосфат
Инозитолгексафосфат (IP6) является наиболее распространённым из обнаруженных изомеров инозитолфосфата. IP6 участвует в различных биологических действиях, таких как нейротрансмиссия, иммунный ответ, регуляция белков киназы и фосфатазы, а также активация кальциевых каналов. IP6 также участвует в регенерации АТФ, наблюдаемой в растениях, а также в экзоцитозе инсулина в β-клетках поджелудочной железы.
Инозитолгексафосфат также способствует образованию шестиспирального пучка и сборке незрелой решётки Gag ВИЧ-1. IP6 образует ионные контакты с двумя кольцами остатков лизина в центре гексамера Gag. Затем протеолитическое расщепление открывает альтернативный сайт связывания, где взаимодействие IP6 способствует сборке зрелой капсидной решётки. Эти исследования определяют IP6 как встречающуюся в природе небольшую молекулу, которая способствует как сборке, так и созреванию ВИЧ-1.